# Erasmuskapelle (Warburg)

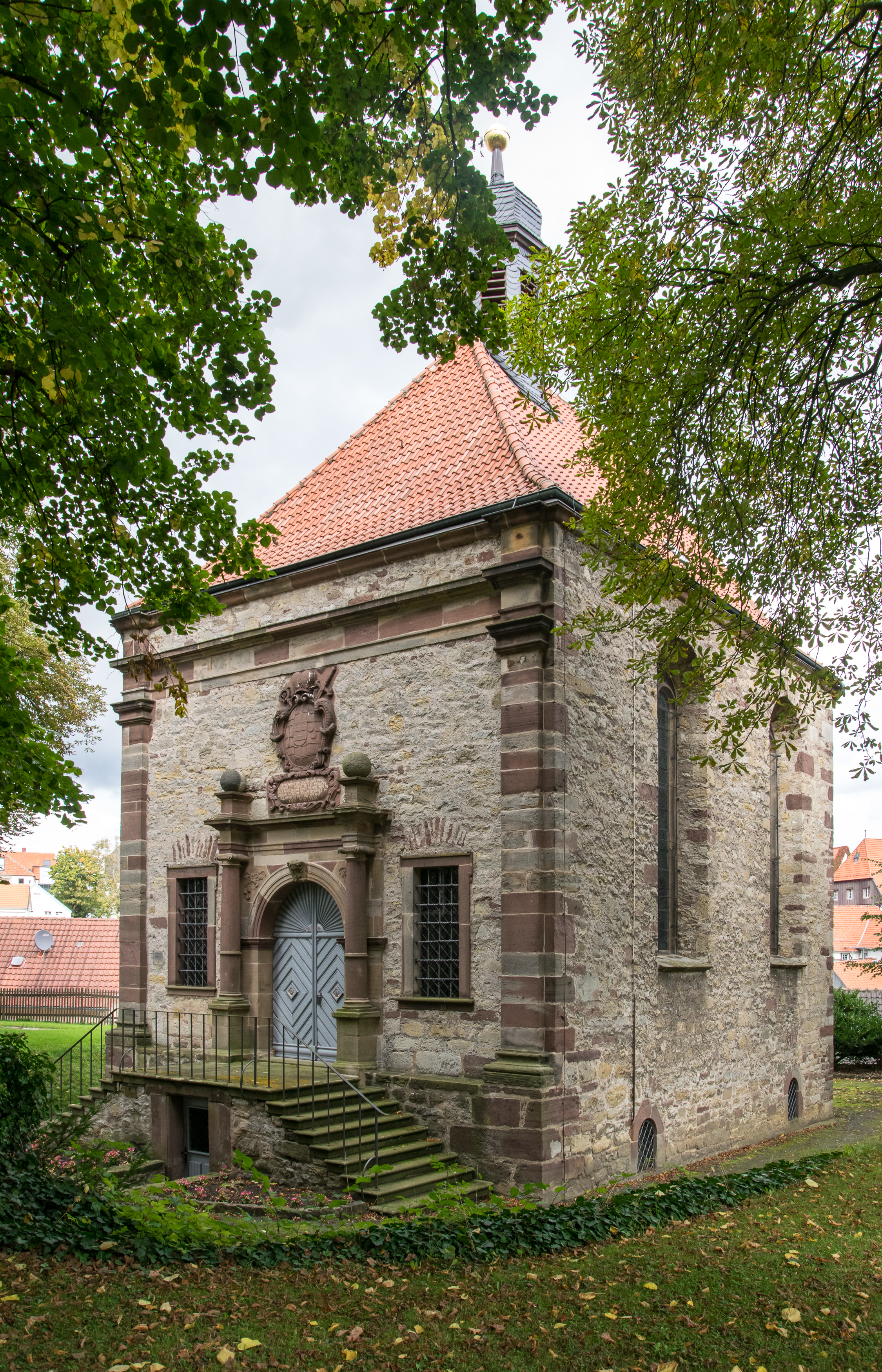
Außenansicht vom Burgfriedhof aus

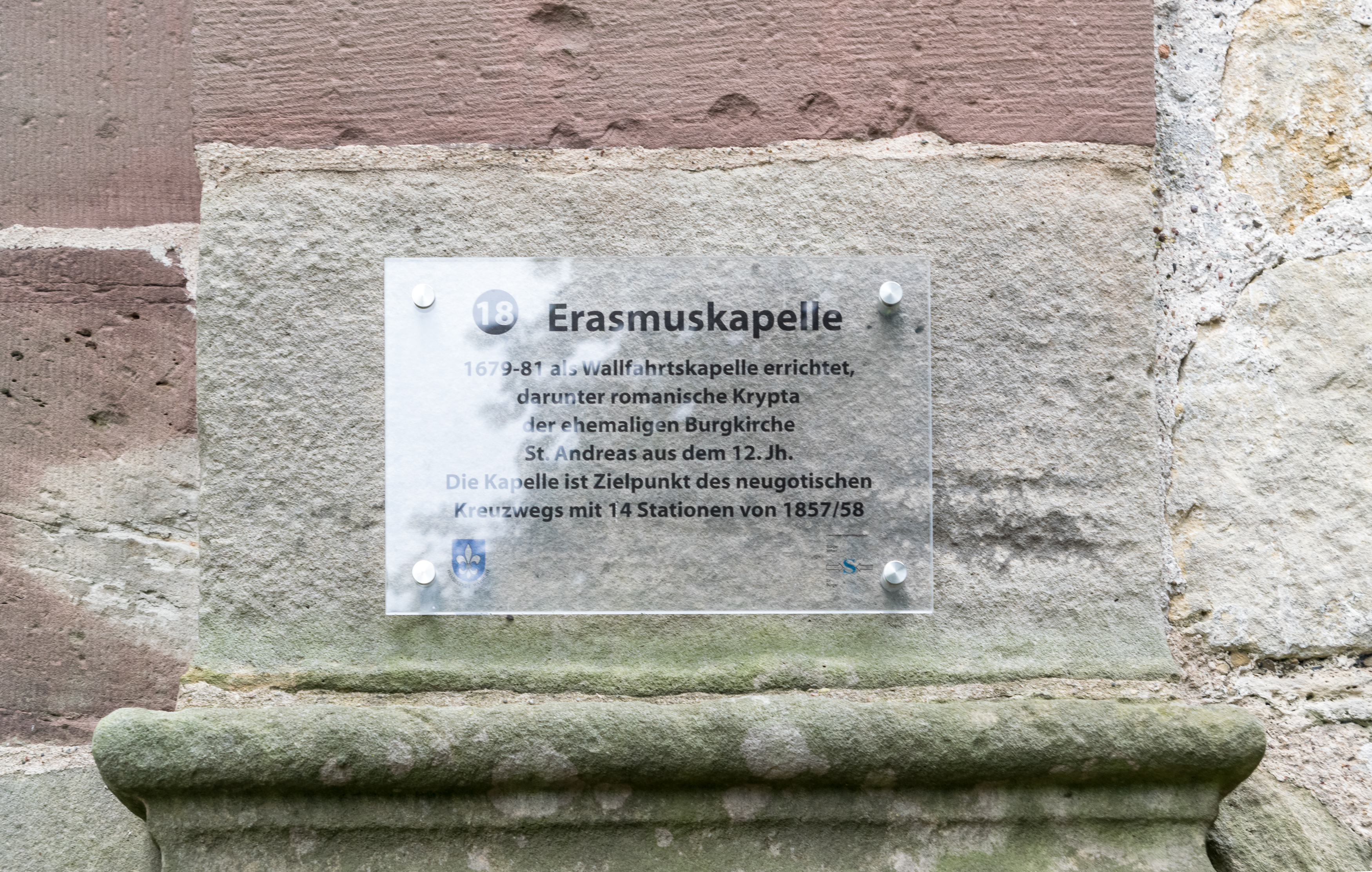
Modernes Hinweisschild an der Kapelle

Die Burg- oder Erasmuskapelle ist eine Kapelle in Warburg auf dem Burgberg. Die Kapelle besteht aus zwei übereinandergelegenen Kirchenräumen, der Krypta und der oberen Kapelle.

## Krypta
Die Krypta ist das „älteste erhaltene Monument kirchlicher Architektur“ in Warburg. Ursprünglich gehörte sie zur Andreaskirche, einer „wohl in der ersten Hälfte des 12. Jahrhunderts“ erbauten „dreischiffige[n] romanische[n] Basilika mit Querhaus, die 47,50 m lang und 27 m breit war“. Die Maße haben Ausgrabungen der Jahre 1964/65 ergeben. Noch Adolf Gottlob lehnte die Existenz einer so großen Kirche ab, er vermutete, dass es sich bei der Krypta bereits um die eigentliche Kirche gehandelt habe. Die Kirche war Pfarrkirche für die Besatzung der Burg und ist wahrscheinlich Ende des 16. Jahrhunderts eingestürzt, woraufhin die Pfarrei mit der Warburger Altstadt-Pfarrei vereinigt wurde. Nur die Krypta blieb erhalten, wurde aber nicht mehr benutzt.
Ein Erasmusaltar in dieser Krypta war 1415 gestiftet worden. Der Altstädter Pfarrer Ludwig Hagemann nahm 1893 an, dieser trage seinen Namen deshalb, „weil sich Reliquien des hl. Bischofs und Martyrers Erasmus darin befanden. Wahrscheinlich hatte ein Warburger Burgmann den Schrein des hl. Erasmus nebst Reliquien dieses Heiligen von einer Wallfahrt mitgebracht und der Andreaskirche übergeben.“ In diesem Sinne zitiert er auch den Kartäuser Werner Rolevinck: „In Warburg ist der Schrein des hl. Erasmus mit drei hl. Jungfrauen, der hl. Adelheid, Ermgard und Gertrud“.
1676 soll sich an der verfallenen Krypta die Wunderheilung eines Jungen auf Fürsprache des hl. Erasmus zugetragen haben. Diese Nachricht verbreitete sich rasch und bereits im folgenden Jahr sollen 52 Wunderheilungen dort geschehen sein. Die ortsansässigen Jesuiten förderten daraufhin mit Unterstützung des Fürstbischofs Ferdinand von Fürstenberg die Einrichtung einer jährlichen Prozession und einer sich daraus entwickelnden Wallfahrt zur Kapelle am Dreifaltigkeitssonntag, der dem Gedenktag des Heiligen am 2. Juni meist sehr nahe liegt.
Der Fürstbischof ließ 1680–1681 die bestehende Krypta, die „kein Dach“ mehr hatte, restaurieren, und auf ihr eine weitere Kapelle im Barockstil errichten.
Der Verbleib des erwähnten Erasmus-Schreins ist unbekannt, jedoch kann angenommen werden, dass der Altar erhalten blieb, „zumal wiederholt in schriftlichen Aufzeichnungen versichert wird, der Altar mit Ausnahme des Altars-Aufbaues sei auch während des Verfalls der Kapelle nicht beschädigt und verletzt worden“ und sich somit auch weiterhin Reliquien des Kapellenpatrons darin befinden. Auf diesen „mittelalterlichen gemauerten Blockaltar“ wurde dann ein 1700 geschaffener Altar aus Mehlstein, Alabaster und Marmor aufgesetzt, der in der Werkstatt Heinrich Papens aus Giershagen hergestellt wurde. In die Vorderseite des ursprünglichen Altarblocks wurde ein gotischer Schlussstein mit Darstellung des Engels Gabriel eingelassen. Über dem Altar befindet sich nun ein „blau-weiß gefasstes Retabel […] als Portalfassade gestaltet. Je zwei gewundene Säulen, die leicht versetzt hintereinander stehen, flankieren den Bogen, dessen Relief das […] Martyrium des heiligen Erasmus darstellt. Ihm wurden nach einer jüngeren mittelalterlichen Legende bei einer der letzten römischen Christenverfolgungen um 310 n. Chr. mit einer Winde die Gedärme aus dem Leibe gedreht“.
Dieser Altar besteht noch heute, jedoch befindet er sich nicht mehr in der Erasmuskapelle. Schon Ludwig Hagemann merkte an: „Aber der Altar, aus dem Jahre 1700 stammend, ist im Renaissancestil ausgeführt und passt daher durchaus nicht in die Kapelle. Erst dann werden die prächtigen Formen dieser rein romanischen Kapelle wieder vollständig hervortreten, wenn der jetzige Altar durch einen hübschen, niedrigen, romanischen Altar ersetzt und das jetzt verdeckte hintere Fenster wieder zur Geltung gekommen ist“. Auch in heutiger Zeit urteilte noch ein Historiker, dass der Altar „solange [er] in der Krypta stand, seltsam fremd gewirkt haben [mag]: Mit seinen Ausmaßen beeinträchtigte er die Raumwirkung und verdeckte das hintere, runde Fenster“. 1953 wurde der Altar in der Tat aus der Krypta in die Altstadtkirche St. Mariä Heimsuchung übertragen, wo er sich „seit der letzten Kirchenrenovierung 1998/99“ an seinem jetzigen Standort, der Westwand des südlichen Seitenschiffs, befindet.
Als Ersatz für diesen Altar wurde ein „schlichter Altartisch“, ein freistehender Blockaltar, der „an die ursprüngliche Situation“ erinnern soll, „in den Jahren 1963–1968 errichtet und Anfang Juni 1968 vom damaligen Weihbischof Johannes Joachim Degenhardt konsekriert“, und zwar „in honorem S. Andreae Martyris et Apostoli“, also des Patrons der ursprünglichen Kirche auf der Burg.

## Obere Kapelle
Die obere Kapelle ist im Barockstil gebaut und verfügt über einen Altar sowie eine Orgel. Dieser Altar wurde, anders als die Kapelle selbst, „nicht als landesherrliche Stiftung, sondern aus Mitteln der Bürger – „Ex piis fidelium oblatis“ heißt es in der Inschriftkartusche am Gebälk –“ errichtet. Er ist dem barocken Hochaltar der nahegelegenen damaligen Dominikaner- und heutigen evangelischen Pfarrkirche St. Maria in vinea nachempfunden, welcher 1666 gestiftet wurde. „Der Altar besteht aus einem Hauptgeschoß mit Säulenädikula, die Attika über dem Gebälk ist mit einem gesprengten Giebel über dem Hauptgeschoß verklammert und wird nach oben durch einen weiteren Sprenggiebel mit Mittelfigur abgeschlossen. Links und rechts vom Hauptgeschoß stehen zwei Säulen.“ Diese sind, wie beim ehemaligen Altar der Krypta, gewunden und damit „ganz anders gestaltet als die Säulen am Altar der ehemaligen Dominikanerkirche“. Vorbild für ihre Gestaltung war der von Bernini entworfene Bronzebaldachin des Papstaltars im Petersdom von 1633. Die Säulen sind wie diese „mit Weinranken mit Blättern und Früchten überzogen“. Diese Form wurde über den Hochaltar des Paderborner Domes nach Warburg vermittelt, wo bereits 1655 dieses Motiv, „Christus als lebensspendender Weinstock“, aufgegriffen wurde.
Auf dem Altar befindet sich auch ein Tabernakel. Seine Türen „kurven sich […] deutlich nach vorn, wobei der konvexen Mitte eine leichte konkave Einschwingung an jeder Seite das Gleichgewicht hält“. Dadurch besteht laut Walter Freund eine „für den Spätbarock typische Spannung“ zwischen Tabernakel und Retabelwand. Letztere schwingt leicht zurück. Diese Form hat Francesco Borromini erstmals bei der Fassade von San Carlo alle Quattro Fontane in Rom (1662–67) angewandt; sie wurde 1746–49 in vereinfachter Form durch den Paderborner Hofbaumeister Franz Christoph Nagel an der Gaukirche in Paderborn wiederholt.
Als Altarbild ist heute die Kreuzigung zu sehen. Dabei handelt es sich jedoch nicht um die ursprüngliche Gestaltung, denn Altarbild und Altarfiguren sind verloren; der originale Inhalt ist auch nicht mehr bekannt. „Was man heute sieht, ist Ersatz aus neuerer Zeit“.
In der Attika befindet sich eine Darstellung des Heiligen Geistes, auf dem Tabernakel eine „kleine plastische Gruppe des seine Jungen nährenden Pelikans“ sowie im „gesprengten Giebel der Attika“ eine Madonnenfigur. Auf einer Photographie des Hochaltars aus dem Jahre 1931, die vom Westfälischen Amt für Denkmalpflege in Münster angefertigt worden war, sind die Darstellungen des Heiligen Geistes und die Madonna bereits vorhanden, jedoch befindet sich ein Kruzifix anstelle der Pelikan-Gruppe auf dem Tabernakel und ein Altarbild mit Darstellungen fehlt ganz, stattdessen befindet sich die Statue eines Bischofs mit einem Buch in der Hand vor dem Bild, das nur aus ornamentalen Mustern besteht.